# Ист Дјук (Оклахома)
Ист Дјук (енгл. East Duke) град је у америчкој савезној држави Оклахома.

## Демографија
По попису из 2010. године број становника је 424, што је 21 (-4,7%) становника мање него 2000. године.
| Група             | 2000.       | 2010.       |
| Белци             | 388 (87,2%) | 363 (85,6%) |
| Афроамериканци    | 1 (0,2%)    | 7 (1,7%)    |
| Азијати           | 4 (0,9%)    | 0 (0,0%)    |
| Хиспаноамериканци | 42 (9,4%)   | 43 (10,1%)  |
| Укупно            | 445         | 424         |